# Dąbrowa (Sianów)
Dąbrowa (deutsch Damerow) ist ein Dorf in der Woiwodschaft Westpommern in Polen. Es gehört zur Gmina Sianów (Gemeinde Zanow) im Powiat Koszaliński (Kösliner Kreis).

## Geographische Lage
Das Dorf  liegt in Hinterpommern,   bis zur Kreisstadt  Köslin (Koszalin) sind es 21 Kilometer, und die Ostseestadt Rügenwalde (Darłowo)  liegt 22 Kilometer entfernt.
Die Landschaft um das Bauerndorf ist leicht hügelig und weist eine große landwirtschaftliche Nutzfläche auf. Westlich des Dorfes liegt der Damerower See, und der  Küsterbach fließt südlich der Gemarkung.
Die Nachbargemeinden des Dorfs sind: im Westen Karnieszewice (Karnkewitz), im Norden Wiekowice (Wieck), im Osten Grabowo (Martinshagen) und Pękanino (Panknin), und im Süden Sieciemin (Zitzmin).

## Ortsname
Der deutsche Ortsname Damerow leitet sich vom wendischen „dab“ = „Eiche“ ab.

## Geschichte
Im Jahre 1252 schenkte Herzog Swantopolk II. von Pommerellen den Zisterziensern im Kloster Dargun die Dörfer See Buckow (heute polnisch: Bukowo Morskie) und Damerow mit einigen anderen Ortschaften zur Anlage eines Klosters. Seither war Damerow ein Abteidorf des Klosters Buckow, das nach der Reformation 1535 mit der Auflösung des Klosters an das Rügenwalder Amt fiel.
1406 verlieh Abt Johannes die Mühle zu Damerow an den Rügenwalder Martin Lowe, dessen Erben dieses Recht 1558 von Herzog Barnim IX. von Pommern bestätigt wurde. Um 1780 hatte Damerow 1 Prediger, 1 Küster, 11 Bauern, 1 Schulzen, 2 Landkossäten, 5 Büdner, 1 Müller, 1 Predigerwitwenhaus und 1 Hirtenkaten, insgesamt 25 Feuerstellen.
Im Jahre 1818 wohnten in Damerow 256 Menschen. Die Einwohnerzahl stieg auf 760 im Jahre 1885, sank dann aber bis 1939 auf 601 ab. Zur Gemeinde Damerow gehörte bis 1945 die Ortschaft Neu Martinshagen (heute polnisch: Grabówko), die zwei Kilometer weiter östlich lag. Zuletzt betrug die Gesamtgemeindefläche von Damerow 966,7 Hektar.
Vor 1945 bildete Damerow mit den Gemeinden Martinshagen, Panknin und Zitzmin den Amtsbezirk Panknin im Landkreis Schlawe i. Pom. im Regierungsbezirk Köslin der preußischen Provinz Pommern. Alle vier Gemeinden waren ebenfalls zum Standesamt Panknin verbunden, dessen erhaltenen Register von vor 1945 heute im Staatsarchiv Koszalin (Köslin) bzw. im dortigen Standesamt verwahrt werden.
Am 28. Februar 1945 überflogen sowjetische Flugzeuge das Dorf Damerow und schossen in die Dächer. Ein Gehöft brannte ab. Am 3. März 1945 durchfuhren sowjetische Panzer von Panknin kommend den Ort und stießen bis Alt Wieck vor. Zwei Tage später floh das ganze Dorf per Treck abends in Richtung Rügenwalde, wo die Flüchtenden aber nach zwei Tagen vom sowjetischen Militär überrollt und nach Damerow zurückgebracht wurden. Einige wenige flohen in Richtung Krakower (Stary Kraków) Forst, wo sie von den sowjetischen Soldaten eingeholt und 30 Menschen erschossen wurden.
Am 1. April 1945 wurde das gesamte Dorf Damerow auf das Gut Zetthun (Cetuń) bei Pollnow evakuiert. Hier arbeiteten die Damerower in der Landwirtschaft, bis 1947 die Vertreibung einsetzte. Infolge des Krieges wurde aus dem deutschen Damerow das polnische Dąbrowa, das heute zur Gmina Sianów gehört und vom früheren Landkreis Schlawe i. Pom. in den Powiat Koszaliński „gewechselt“ ist.

## Verkehr
Der Ort liegt zwei Kilometer nördlich der Landesstraße 6, zugleich Europastraße 28, von Stettin nach Danzig und ist über den Abzweig Kawno (Kaunow) zu erreichen.
Die nächste Bahnstation ist Wiekowo (Alt Wieck) an der Bahnstrecke Stargard Szczeciński–Gdańsk.

## Kirche

### Kirchspiel Damerow
Damerow war bis 1945 Kirchdorf und Pfarrsitz des nach ihm benannten Kirchspiels. Eingepfarrt waren die Dörfer Martinshagen (polnisch: Grabowo), Neu Martinshagen (Grabówko) und Panknin (Pękanino) und die Filialgemeinde Zitzmin (Sieciemin) mit Zwölfhufen (Przytok).
Das Kirchspiel Damerow gehörte zum Kirchenkreis Rügenwalde in der Kirchenprovinz Pommern der evangelischen Kirche der Altpreußischen Union. Im Jahre 1939 zählte das Kirchspiel 1760 Gemeindeglieder.
Heute ist Dąbrowa überwiegend katholischer Konfession. Für evangelische Einwohner ist nun das Pfarramt in Koszalin  (Köslin) in der Diözese Pommern-Großpolen der polnischen Evangelisch-Augsburgischen (d. h. lutherischen) Kirche zuständig.

### Pfarrkirche
Der älteste Teil des Gotteshauses ist der Vhor, der auf die Zeit um 1400 datiert wird. Das Gebäude werden die Zisterziensermönche vom Kloster Buckow aus angelegt haben. Der Turm besteht aus Feld- und Backsteinen, einige Mühlensteine sind in der Westwand eingemauert. Ein 16-seitiger schindelgedeckter Helm schließt ihn ab.
Die Kirche war ursprünglich dem hl. Laurentius geweiht, dessen Reliquien in einer schlichten Holzkapsel mit der Urkunde des Camminer Bischofs Martin Karith von 1507 gegen Ende des 19. Jahrhunderts an ein Museum in Stettin gegangen ist. Bis 1945 stand in der Kirche der Flügelaltar eines dörflichen Malers aus dem 15. Jahrhundert mit einer Nachbildung des „Abendmahls“ von Leonardo da Vinci. Außerdem gab es mehrere Holzfiguren aus dem 15. Jahrhundert (u. a. „Maria mit dem Kind“). Die Taufschale aus Messing enthielt die Inschrift „1565 Joachim Belekow“ und erinnerte an eines Ortspfarrer von Damerow.

### Pfarrer der Kirche 1535–1945
1. Georg Günter
2. Christoph Starkow, 1567–1593
3. Jakobus Starkow (Sohn von 2.), 1593–1631
4. Christoph Starkow (Sohn von 3.), 1631–1650
5. Joachim Belekow, 1651–1681
6. Andreas Belekow (Soh n von 5.), 1681–1721
7. Johann Peter Reichow, 1721–1747
8. Johann Theodor Musäus, 1747–1788
9. Georg Christoph Woldermann, 1789–1796
10. Karl Gottfried Tiede, 1797–1830
11. Johann August Ferdinand Buchholtz, 1830–1865
12. Heinrich Wilhelm Theodor Sauer, 1865–1894
13. Hermann Goßner, 1895–1926
14. Hans Meinhof, 1926–1945

## Schule
In Damerow bestand bis 1945 eine Volksschule mit zwei Klassen, in denen sich das 1. bis 4. und das 5. bis 8. Schuljahr die Räume teilten. Das Schulgebäude entstand um 1900.